# 공영달

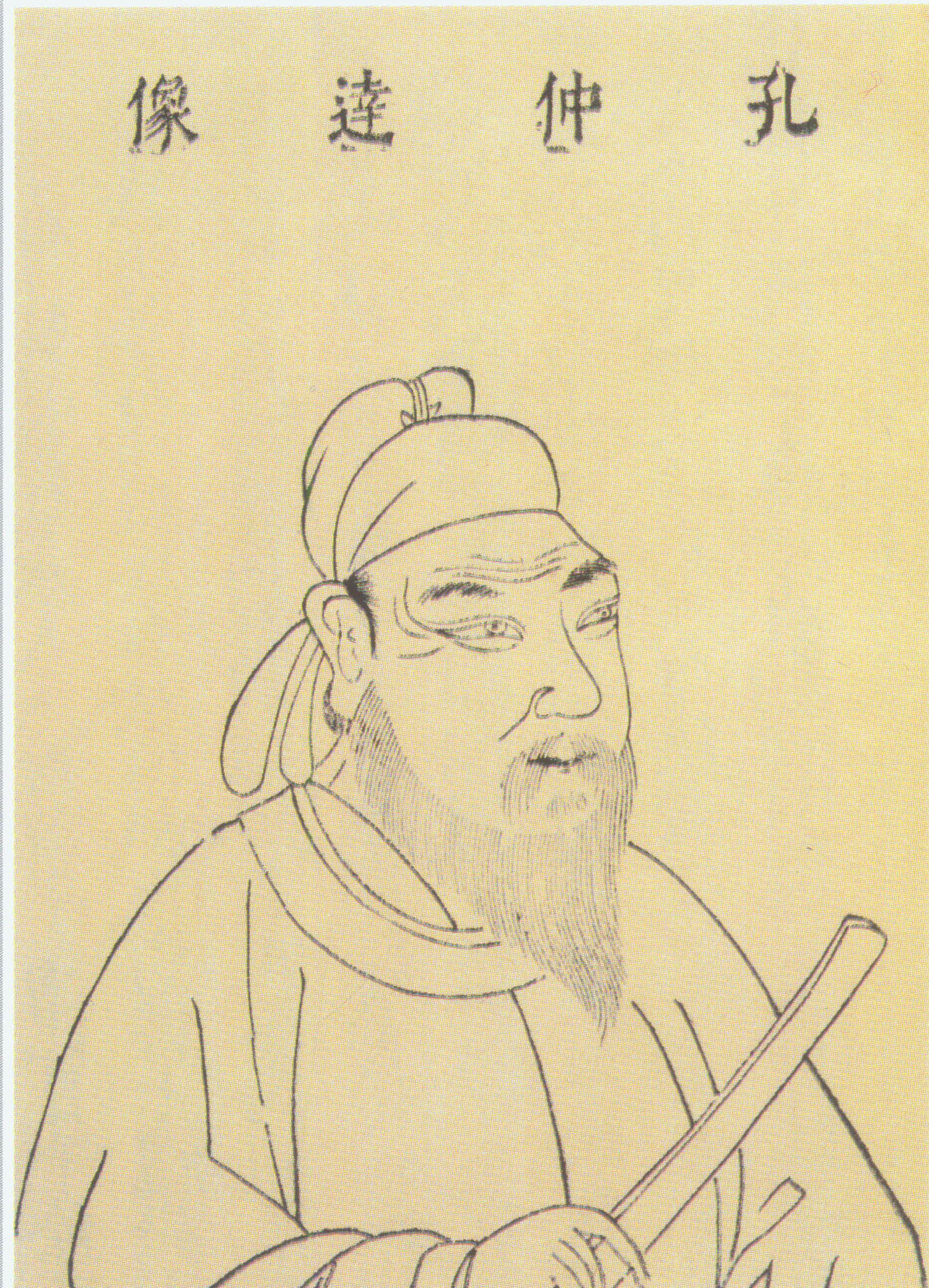

공영달(孔穎達: 574~648, 하북성 형수시 출생)은 당나라의 유학자이다. 자는 중달(仲達)이다.
수나라 양제 때 명경(明經)의 시험에 급제, 태학조교(太學助敎)가 되고, 당나라 초에 문학관 학사에서 국자박사(國子博士) · 국자감좨주(國子監祭酒)를 거쳐 643년 동궁(東宮)의 시강(侍講)이 되었으며 정관 연간에 태자우서사(太子右序師)가 되었다. 그동안 당 태종의 칙명으로 안사고(顔師古)등과 함께 유명한 《오경정의》 180권을 찬정(撰定)하고, 위징 등과 함께 《수서》의 편찬에 참여했으며 폐태자 이승건(李承乾)의 명으로 《효경의소》(孝經義疏)를 편찬하였다. 여러 유교 경전에 정통하였으며, 남북의 이설(異說)을 절충하여 경서의 해석을 통일시켰다.

## 참고 문헌
- 이 문서에는 다음커뮤니케이션(현 카카오)에서 GFDL 또는 CC-SA 라이선스로 배포한 글로벌 세계대백과사전의 내용을 기초로 작성된 글이 포함되어 있습니다.